# 影克
影克（羅馬化：Engke，？—1567年），又作恩克、恩克丞相（Энх чинсан），兀良哈氏，明代漠南蒙古朵颜卫领主。他的先祖是成吉思汗的四獒者勒蔑，是朵颜卫都督花当曾孙，革兰台长子。
明嘉靖二十七年（1548年），革兰台去世，影克袭职都督，剽悍超过其父，后归顺土默特，并多次引导俺答汗入扰明朝边境。嘉靖三十六年（1557年），察哈尔东迁后的蒙古大汗打来孙也控制了朵颜卫的部分部众。嘉靖三十八年（1559年），影克引导俺答的弟弟昆都力哈、儿子辛爱黄台吉率领数万人，攻至蓟州长城外。嘉靖三十九年（1560年），再和昆都力哈、辛爱黄台吉等攻打到一片石（在今河北省秦皇岛市东北九门口西），明军将其击退。嘉靖四十年（1561年），影克联合察哈尔部、土默特部数万人打开墙子岭（在今北京市密云区东北墙子路）入塞，大掠通州。隆庆元年（1567年），影克和弟弟董狐狸联合察哈尔部，共举大军数万，攻入河北长城东段的界岭口，明军将其击败。明军在义院口用火器击杀影克。其子长昂嗣位。

### 文献
- 《明史·外国传九·朵顏福余泰寧》
- 《蒙古黄金史》